# Fotbalová reprezentace Svatého Tomáše a Princova ostrova
Fotbalová reprezentace Svatého Tomáše a Princova ostrova reprezentuje Svatého Tomáše a Princův ostrov na mezinárodních fotbalových akcích, jako je mistrovství světa nebo Africký pohár národů.

## Mistrovství světa
| Rok    | Účast                                           | Soupisky |
| ------ | ----------------------------------------------- | -------- |
| 1978   | Bez účasti                                      |          |
| 1982   | Bez účasti                                      |          |
| 1986   | Bez účasti                                      |          |
| 1990   | Bez účasti                                      |          |
| 1994   | Vzdali                                          |          |
| 1998   | Bez účasti                                      |          |
| 2002   | Nepostoupili z kvalifikace                      |          |
| 2006   | Nepostoupili z kvalifikace                      |          |
| 2010   | Vzdali                                          |          |
| 2014   | Nepostoupili z kvalifikace                      |          |
| 2018   | Nepostoupili z kvalifikace                      |          |
| Celkem | Účast – 0× Zlato – 0×, Stříbro – 0×, Bronz – 0× |          |

Od listopadu 2003, kdy po prohře s Libyí 0:8 vypadli z kvalifikace na mistrovství světa ve fotbale 2006, nesehráli fotbalisté Svatého Tomáše osm let jediný mezistátní zápas – až do listopadu 2011, kdy podlehli Kongu 0:5. V lednu 2012 postoupili z předkola kvalifikace na Africký pohár národů 2013 přes Lesotho po výsledcích 1:0 doma a 0:0 venku.